# طواف كولومبيا 2015
طواف كولومبيا 2015 (بالإسبانية: Vuelta a Colombia 2015)‏ هو سباق دراجات هوائية، وهو الموسم رقم 65 من فولتا كولومبيا، وأقيم خلال الفترة من 2 أغسطس 2015، وحتى 15 أغسطس 2015 ضمن سباقات طواف أمريكا للدراجات 2015، وشارك فيه 167 متسابقاً ووصل إلى نهايته 133 متسابقاً.
فاز المركز الأول أوسكار سبييا ريبيرا، وبالمركز الثاني ماوريسيو أورتيغا، وبالمركز الثالث لويس فيليبي، وكان الفائز حسب السرعة Flober Peña ‏، وفاز أوسكار سبييا ريبيرا في ترتيب النقاط، وكان الفائز حسب النقاط للشباب هيرنان أغيري، وكان الفائز في تصنيف الجبال ألفارو دوارتي ساندوفال.

## الفائزون
| الترتيب       | الفائز              |
| ------------- | ------------------- |
| الفائز        | أوسكار سبييا ريبيرا |
| الثاني        | ماوريسيو أورتيغا    |
| الثالث        | لويس فيليبي         |
| حسب النقاط    | أوسكار سبييا ريبيرا |
| تسلق الجبل    | ألفارو دوارتي       |
| سباقات السرعة | Flober Peña ‏        |
| أفضل شاب      | هيرنان أغيري        |
| الفريق        | Coldeportes-Claro   |